# Neoperla spio
Neoperla spio és una espècie d'insecte plecòpter pertanyent a la família dels pèrlids.

## Depredadors
És depredat per Brycinus longipinnis a la Costa d'Ivori.

## Hàbitat
En el seu estadi immadur és aquàtic i viu a l'aigua dolça (des dels Grans Llacs d'Àfrica -com ara, el llac Malawi- fins als rierols dels boscos), mentre que com a adult és terrestre i volador.

## Distribució geogràfica
Es troba a Àfrica: des de Sierra Leone fins a Kenya, Etiòpia i Sud-àfrica.